# Marx-generator

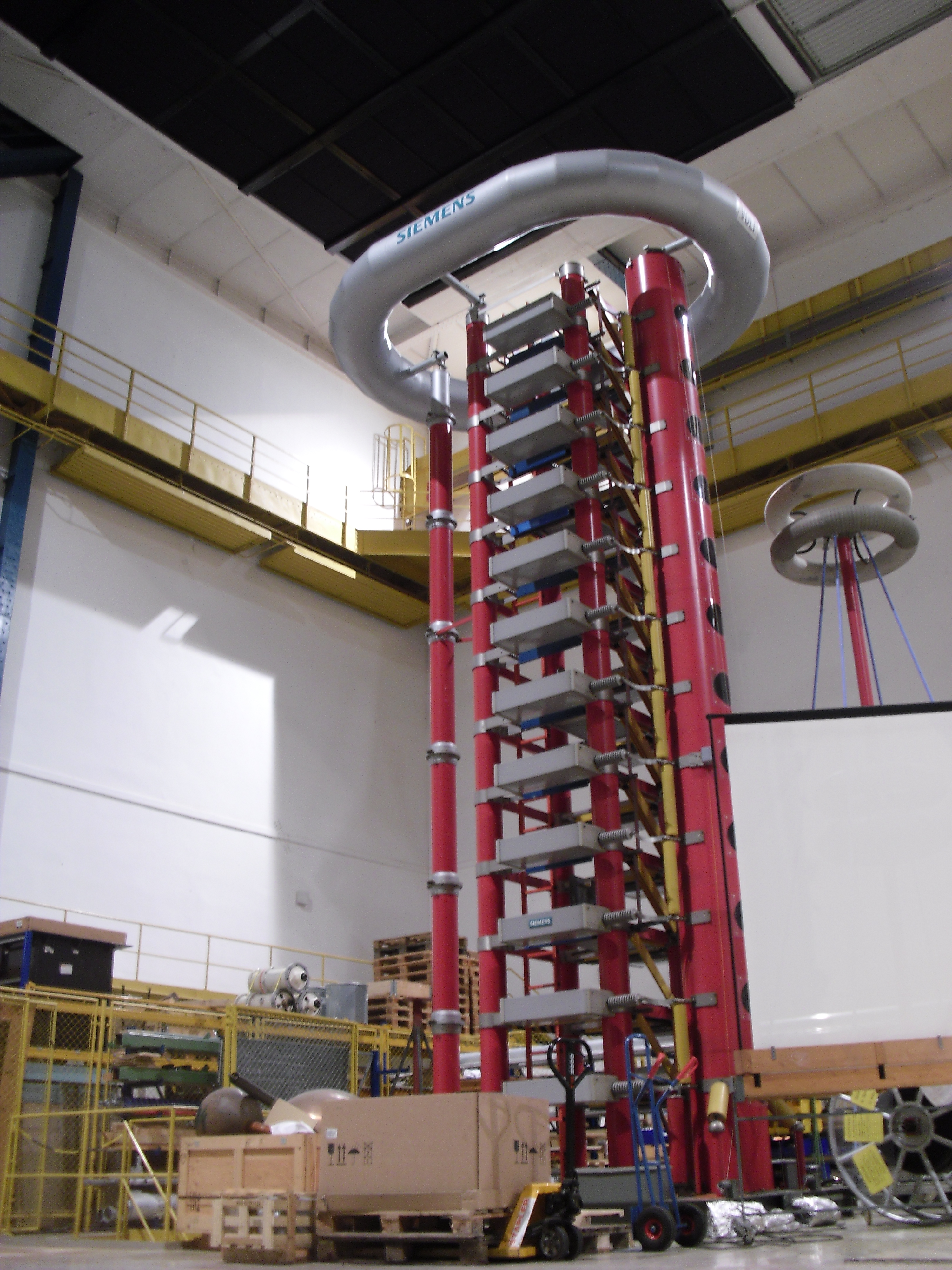
Marx-generator

Elektrisch schema van een Marx-generator

Een Marx-generator is een elektronisch apparaat dat ten doel heeft elektrische ontladingen (pulsen) met een zeer hoge spanning te genereren. De generator werd voor het eerst in 1924 door de Duitse ingenieur Erwin Otto Marx beschreven. 

## Werking
In feite is een Marx-generator een eenvoudige maar ingenieuze manier om condensatoren parallel op te laden en in serie te ontladen. Praktisch bestaat de generator uit een aantal condensatoren die via weerstanden of spoelen worden opgeladen. Tussen de condensatoren bevinden zich vonkbruggen. Indien de spanning over de condensatoren een bepaalde waarde overschrijdt, zullen de vonkbruggen doorslaan en zo een doorverbinding tussen de condensatoren vormen. Deze doorverbindingen zorgen ervoor dat de condensatoren in serie met elkaar komen te staan. De totale spanning is dan (vrijwel) gelijk aan de som van de spanningen over de individuele condensatoren.

## Toepassingen
Met Marx-generatoren kunnen zeer hoge spanningen (tot enkele megavolts) worden opgebouwd. De uitvoer bestaat uit korte pulsen met een hoge energie. De generatoren worden toegepast als spanningsbron voor TEA-lasers, voor het testen van hoogspanningsapparatuur en voor bliksemdemonstraties.